# Maud Angelica Behn
Maud Angelica Behn (født 29. april 2003 på Rikshospitalet i Oslo) er Prinsesse Märtha Louise af Norge og hendes mand Ari Behns ældste datter.
Maud Angelica Behn er dronning Sonja og kong Haralds første barnebarn og nummer fem i arvefølgen til den norske trone. Hun er ikke medlem af kongehuset, er ikke kongelig og har ingen titel.
I forbindelse med den norske pride-uge i 2025 valgte Maud Angelica Behn at stå frem som biseksuel.